# Chryse Colles
I Chryse Colles sono una struttura geologica della superficie di Marte.